# Municipio de Coe (Illinois)
El municipio de Coe (en inglés: Coe Township) es un municipio ubicado en el condado de Rock Island en el estado estadounidense de Illinois. En el año 2010 tenía una población de 1657 habitantes y una densidad poblacional de 17,83 personas por km².

## Geografía
El municipio de Coe se encuentra ubicado en las coordenadas 41°37′14″N 90°15′28″O / 41.62056, -90.25778. Según la Oficina del Censo de los Estados Unidos, el municipio tiene una superficie total de 92.93 km², de la cual 92,91 km² corresponden a tierra firme y (0,03 %) 0,02 km² es agua.

## Demografía
Según el censo de 2010, había 1657 personas residiendo en el municipio de Coe. La densidad de población era de 17,83 hab./km². De los 1657 habitantes, el municipio de Coe estaba compuesto por el 97,4 % blancos, el 0,06 % eran afroamericanos, el 0,24 % eran asiáticos, el 0,12 % eran isleños del Pacífico, el 0,6 % eran de otras razas y el 1,57 % eran de una mezcla de razas. Del total de la población el 2,53 % eran hispanos o latinos de cualquier raza.